# КК Промитеас Патра
КК Промитеас Патра (грч. Προμηθέας Πατρών K.A.E.) грчки је кошаркашки клуб из Патре. У сезони 2023/24. такмичи се у Првој лиги Грчке и у ФИБА Лиги шампиона.

## Историја
Клуб је основан 1986. године. Од сезоне 2016/17. такмичи се у Првој лиги Грчке.

## Успеси

### Национални
- Првенство Грчке:
  - Вицепрвак (1): 2019.
- Куп Грчке:
  - Финалиста (2): 2020, 2021.
- Суперкуп Грчке:
  - Победник (1): 2020.
  - Финалиста (1): 2021.

## Учинак у претходним сезонама
| Сез.     | Првенство Грчке | Куп Грчке     | Европско такмичење                    |
| -------- | --------------- | ------------- | ------------------------------------- |
| 2016/17. | 9. место        | Осмина финала | —                                     |
| 2017/18. | Полуфинале ПО   | Осмина финала | —                                     |
| 2018/19. | Вицепрвак       | Четвртфинале  | ФИБА Лига шампиона — Осмина финала    |
| 2019/20. | 4. место        | Финалиста     | Еврокуп — Четвртфинале (прек. сезона) |
| 2020/21. | Полуфинале ПО   | Финалиста     | Еврокуп — Топ 24                      |
| 2021/22. | Полуфинале ПО   | Полуфинале    | Еврокуп — Групна фаза                 |
| 2022/23. | Четвртфинале ПО | —             | Еврокуп — Четвртфинале                |
| 2023/24. | —               | —             | ФИБА Лига шампиона                    |

## Познатији играчи
- Димитриос Аграванис
- Џерел Блесингејм
- Олександр Липовиј
- Лукас Маврокефалидис
- Вангелис Манцарис
- Милан Милошевић
- Никола Радичевић
- Мохамед Фаје
- Лангстон Хол